# Parc Natural de l'Alt Pirineu
El Parc Natural de l'Alt Pirineu és un parc natural creat per la Generalitat de Catalunya l'1 d'agost del 2003 entre les comarques del Pallars Sobirà i l'Alt Urgell. És el més extens de Catalunya; la seva extensió supera les seixanta mil hectàrees (69.850 ha), i representa el 55,5% del territori total del Pallars Sobirà.
El territori del parc s'estén pels municipis d'Alt Àneu, La Guingueta d'Àneu, Esterri d'Àneu, Alins, Esterri de Cardós, Farrera, Lladorre, Llavorsí, Rialp, Soriguera, Sort, Tírvia i Vall de Cardós a la comarca del Pallars Sobirà; i les Valls de Valira i Montferrer i Castellbò, a la de l'Alt Urgell.
Va néixer amb una doble vocació: d'una banda, la de salvaguardar els valors d'aquesta zona privilegiada (els valors d'un extraordinari patrimoni natural i monumental, però també els valors d'un modus vivendi ancestral), geològics, biològics, ecològics, paisatgístics i culturals inclosos en el seu àmbit i establir un règim d'ordenació i de gestió adreçat al desenvolupament sostenible d'aquest territori, i de l'altra, la d'atreure un turisme sensible a aquesta rica herència tradicional i respectuós amb l'entorn paisatgístic. El seu logo representa una sexifòlia, una flor de sis petals. "Com a símbol del Parc Natural, representa un dels principals valors d'aquest espai protegit: una natura excepcional modelada per l'activitat humana mitjançant una cultura mil·lenària."
Entre els valors naturals del parc destaquen zones d'interès geològic, com ara l'estany de Certascan, que és l'estany glacial més extens de Catalunya, o la Cigalera de l'Obaga de Valeran, un avenc de 320 metres de profunditat i 365 metres de recorregut, i d'interès biològic, com algunes espècies de flora i fauna singulars, nou de les quals foren declarades estrictament protegides.

## Flora i vegetació
A les parts més baixes encara hi ha una forta influència mediterrània, com indiquen els extensos alzinars de carrasca dels solells rocosos
però la major part del territori és cobert per vegetació de caràcter eurosiberià o boreoalpí. En altituds mitjanes predominen els boscos de pi roig i diversos tipus de prat (de dall o de pastura), més amunt es fan els boscos de pi negre i les avetoses, i en les zones més altes el paisatge és dominat per prats naturals i per vegetació de roca.
De la llarga llista d'hàbitats representats al parc, prop de 40 són considerats d'interès comunitari a nivell europeu, alguns dels quals ocupen grans superfícies (pinedes de pi negre, matollars d'alta muntanya, gespets, carrascars…).
La flora del territori volta les 1.500 espècies, entre les quals hi ha un bon nombre d'endemismes pirinencs (plantes que només es troben en aquesta serralada) i també plantes singulars per la seva raresa. Tot i que al parc predominen àmpliament les plantes pròpies de terrenys silicis, és molt destacable la presència a l'Alt Àneu d'un grup d'espècies d'alta muntanya de terrenys calcaris, molt rares en el conjunt de Catalunya. L'exemple més popular d'aquest grup d'espècies és la flor de neu (Leontopodium alpinum), que és protegida per llei i hi té bones poblacions. Més notables encara són algunes plantes que tenen al parc l'única població catalana, com l'espècie aquàtica Hippuris vulgaris, o que gairebé no es fan enlloc més dels Pirineus, com Matthiola valesiaca.
Tot i que la fusta dels boscos de la zona ha estat tradicionalment aprofitada i no resta cap bosc que pugui ser qualificat de verge, sí que n'hi ha algunes taques especialment madures que tenen caràcters de bosc vell, com els boscos de Cireres i Àrreu (Alt Àneu) o el d'Arcalís (Alins-Àreu). L'any 2023 hi havia un total de 62 rodals o zones de bosc considerades com a madures, en total ocupen gairebé 800 hectàrees del Parc Natural.
L'únic arbre actualment catalogat com a monumental és l'Avet del Pla de la Selva (Alins), però també se'n poden trobar de grans dimensions en molts altres indrets del Parc.

## Fauna
El Parc Natural de l'Alt Pirineu té la representació de gran fauna més completa de Catalunya: el gall fer hi té la major població ibèrica, l'àguila daurada, el voltor i el trencalòs són freqüents, es poden observar sis espècies de grans mamífers herbívors (isard, mufló, cabirol, cérvol, daina, senglar) i, fins i tot, el mític os bru es passeja sovint per les valls més septentrionals.
Els ambients oberts de l'estatge alpí tenen entre els seus habitants més notables la perdiu blanca, el pardal d'ala blanca i el pela-roques. Als boscos d'alta muntanya, a més del gall fer, són destacables el mussol pirinenc, la becada, el raspinell pirinenc i la marta. L'extensa xarxa de rius del Parc és l'hàbitat de bones poblacions de truites i d'alguns vertebrats semiaquàtics singulars, en especial l'almesquera -un petit mamífer insectívor amenaçat endèmic del nord ibèric-, la llúdriga, la rata d'aigua i la merla d'aigua.
Les espècies anteriors són remarcables per la seva raresa o singularitat en el context de Catalunya, però sens dubte l'animal més rellevant del Parc és la sargantana pallaresa. Aquesta espècie viu a l'alta muntanya, està emparentada amb dues altres sargantanes dels Pirineus i va ser descoberta fa ben poc, en la dècada de 1990. És endèmica d'una petita zona dels Pirineus compresa entre els massissos del Mont-roig i de l'oest d'Andorra, de tal manera que la major part de la seva població mundial es troba dins els límits del Parc Natural.

## L'os bru al Parc
El territori del Parc Natural de l'Alt Pirineu ha estat històricament molt freqüentat per l'os bru, com ho testimonien nombroses dades històriques recollides sobretot a les Valls d'Àneu, la Vall de Cardós i la Vall Ferrera, però també a Os de Civís o la vall de Santa Magdalena. La persecució directa mitjançant verins i armes de foc, molt intensa durant la primera meitat del segle xx, va portar a la seva total desaparició entre els anys 1970 i 1990. L'últim os que s'ha documentat que es va caçar a Catalunya ho fou l'any 1948 prop del Pla de la Selva, a la Vall Ferrera. No obstant, és possible que se'n matés alguns exemplars més fins anys més tard, sense que n'hagi quedat constància.
Des de la seva reintroducció experimental als Pirineus centrals francesos els anys 1996-97 (3 exemplars) i 2006 (5 exemplars), el nord del Parc Natural forma part de l'àrea de distribució estable del nou nucli de població del Pirineu central, que ocupa també bona part de la Val d'Aran i dels departaments francesos de l'Alta Garona i l'Arieja, i compta amb uns 25 individus. D'aquests, s'estima que l'any 2012 es van moure pel Parc Natural 12 exemplars diferents, entre els quals dues femelles amb cadells de l'any. La presència de femelles amb cadells indica que l'hàbitat que ocupen és de molt bona qualitat per a l'espècie. L'os al Parc està present pràcticament durant tot l'any a l'Alt Àneu, i visita de forma més o menys regular la Vall de Cardós i, en menor mesura, la Vall Ferrera. També es té constància de la seva presència ocasional (individus en dispersió) fins al massís de l'Orri.

### Hàbitat dins del parc
Per desenvolupar el seu cicle anual, l'os necessita un mosaic de boscos de muntanya, zones de matoll amb pastura i àrees pedregoses. El moment de màxima presència d'ossos al Parc coincideix amb l'estiu, quan s'alimenten en zones de prats humits amb formacions de megafòrbies, i aprofiten avellanes verdes, nabius, gerds i altres fruits del bosc. L'altra època de màxima presència és a la primavera, moment en què té lloc el zel i els exemplars, sobretot els mascles, realitzen grans desplaçaments. En aquests moments també aprofiten les carcasses d'ungulats que queden al descobert quan es va fonent la neu. En canvi, a la tardor, l'absència de fagedes i rouredes extenses que els puguin proporcionar aliment fa que alguns exemplars es traslladin al vessant francès, on aquests hàbitats són més abundants.
L'hàbitat freqüentat per l'os a l'entorn del Parc són les avetoses, presents en bastants punts d'aquest, i les pinedes de pi negre i pi roig, fagedes, avellanoses i rouredes, alternant aquestes zones amb prats i matolls alpins, subalpins i montans. Tot i que poden creuar el fons de les nombroses valls del Pallars Sobirà i altes carenes en els seus desplaçaments, l'altitud per la qual solen moure's és de 1.400 a 1.800 metres. Durant la hivernació solen instal·lar-se en àrees abruptes i d'accés difícil, on troben la seguretat i la tranquil·litat necessàries.
L'any 2014 s'ha comprovat la presència de l'os bru a les valls d'Àneu, la Vall de Cardós i la Vall Ferrera, i d'altres valls secundàries, totes elles per sobre de Llavorsí, aproximadament a la meitat nord de la Comarca i al nord-oest del parc. Se sospita que també tenen presència més al sud.

### Casa de l'os
La casa Sastrès d'Isil, al Pallars Sobirà, s'ha convertit en la Casa de l'Ós dels Pirineus, el primer centre d'interpretació sobre aquest animal a Catalunya. L'històric edifici ha estat recuperat de tal manera que conserva la seva estructura original i, alhora, s'ha creat un espai de divulgació innovador. La informació de l'exposició sobre l'os pot ser complementada per les Sendes de l'Ós, itineraris guiats que parteixen de la Casa de l'Ós i que permeten als visitants conèixer l'hàbitat d'aquests animals.

### Seguiment i control
La Xarxa Ós Bru de Catalunya està integrada pel Cos d'Agents Rurals i tècnics de la Direcció General del Medi Natural (Parc Nacional d'Aigüestortes i Estany de Sant Maurici, Parc Natural de l'Alt Pirineu i Servei de Protecció de Fauna, Flora i Animals de Companyia). S'encarrega de la recerca d'indicis i de la comprovació d'observacions, possibles dades d'indicis i rastres, depredacions, danys, etc.

Espais d'interès natural de l'Alt Pirineu i Aran.
Aigüestortes i Estany de Sant Maurici
Alt Pirineu (al nord)
Cadí-Moixeró (a l'est)